# Montaigu-la-Brisette
Pour les articles homonymes, voir Montaigu.
Montaigu-la-Brisette (Montaigu jusqu'en 1956) est une commune française du département de la Manche, dans la région Normandie, peuplée de 499 habitants.

## Géographie
La commune est située à l'ouest de la péninsule du Cotentin. Son bourg est à 8 km au nord-est de Valognes, à 9 km à l'ouest de Quettehou, à 15 km au sud de Saint-Pierre-Église et à 20 km au sud-est de Cherbourg.
Les communes limitrophes sont Teurthéville-Bocage, Octeville-l'Avenel, Saint-Germain-de-Tournebut, Saussemesnil, Tamerville, Videcosville et Gonneville-Le Theil.

### Hydrographie
La commune est située dans le bassin Seine-Normandie. Elle est drainée par la Sinope, le ruisseau Querbot, la Coudre, le cours d'eau 01 de la Maison Vauvray, le cours d'eau 01 du Hameau Dorey, le cours d'eau 01 du Moulin Saint-Laurent, le cours d'eau 05 de la commune de Montaigu-la-Brisette, le cours d'eau 05 de la commune de Saint-Germain-de-Tournebut, le fossé 01 de la Chesnaye, le fossé 01 du Lieu Créard, le Rougeret, le ruisseau de la Fontaine au Lievre et un autre petit cours d'eau,.
La Sinope, d'une longueur de 18 km, prend sa source dans la commune et se jette dans la baie de Seine en limite de Lestre et de Quinéville, après avoir traversé huit communes.

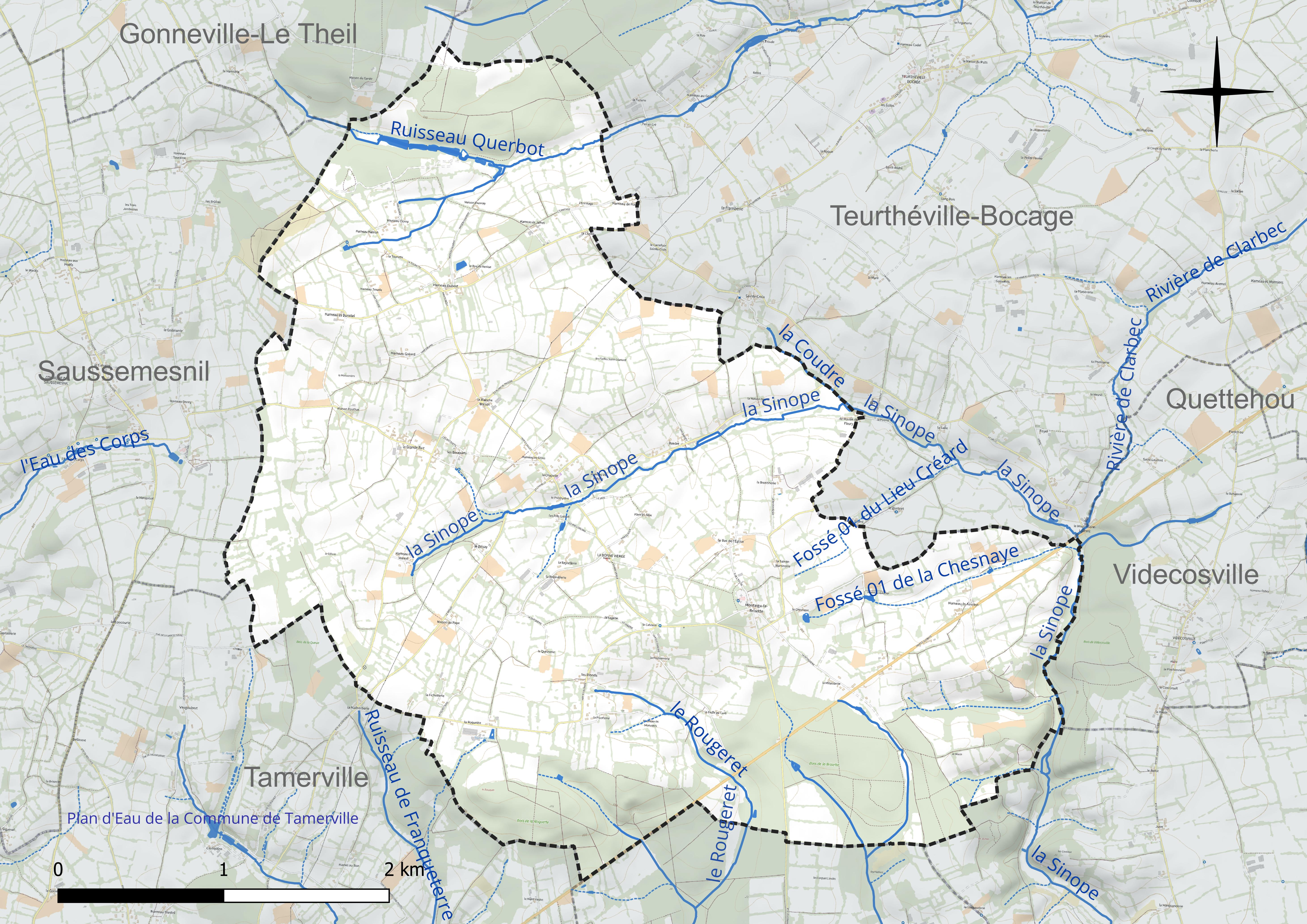
Réseau hydrographique de Montaigu-la-Brisette.

### Climat
Pour des articles plus généraux, voir Climat de la Normandie et Climat de la Manche.
En 2010, le climat de la commune est de type climat océanique franc, selon une étude du CNRS s'appuyant sur une série de données couvrant la période 1971-2000. En 2020, Météo-France publie une typologie des climats de la France métropolitaine dans laquelle la commune est exposée à un climat océanique et est dans la région climatique  Normandie (Cotentin, Orne), caractérisée par une pluviométrie relativement élevée (850 mm/a) et un été frais (15,5 °C) et venté.
Pour la période 1971-2000, la température annuelle moyenne est de 10,7 °C, avec une amplitude thermique annuelle de 11,3 °C. Le cumul annuel moyen de précipitations est de 894 mm, avec 14 jours de précipitations en janvier et 8,4 jours en juillet. Pour la période 1991-2020, la température moyenne annuelle observée sur la station météorologique la plus proche, située sur la commune de Gonneville-Le Theil à 9 km à vol d'oiseau, est de 11,0 °C et le cumul annuel moyen de précipitations est de 940,4 mm,. Pour l'avenir, les paramètres climatiques de la commune estimés pour 2050 selon différents scénarios d’émission de gaz à effet de serre sont consultables sur un site dédié publié par Météo-France en novembre 2022.

### Paysages
Le territoire est bocager et très boisé (bois de Barnavast, bois de Saint-Martin).

## Urbanisme

### Typologie
Au 1er janvier 2024, Montaigu-la-Brisette est catégorisée commune rurale à habitat dispersé, selon la nouvelle grille communale de densité à sept niveaux définie par l'Insee en 2022.
Elle est située hors unité urbaine.
Par ailleurs la commune fait partie de l'aire d'attraction de Cherbourg-en-Cotentin, dont elle est une commune de la couronne,. Cette aire, qui regroupe 77 communes, est catégorisée dans les aires de 50 000 à moins de 200 000 habitants,.

### Occupation des sols
L'occupation des sols de la commune, telle qu'elle ressort de la base de données européenne d’occupation biophysique des sols Corine Land Cover (CLC), est marquée par l'importance des territoires agricoles (82,3 % en 2018), une proportion sensiblement équivalente à celle de 1990 (82,1 %).
La répartition détaillée en 2018 est la suivante : prairies (59 %), forêts (17,7 %), terres arables (15,2 %), zones agricoles hétérogènes (8,1 %).

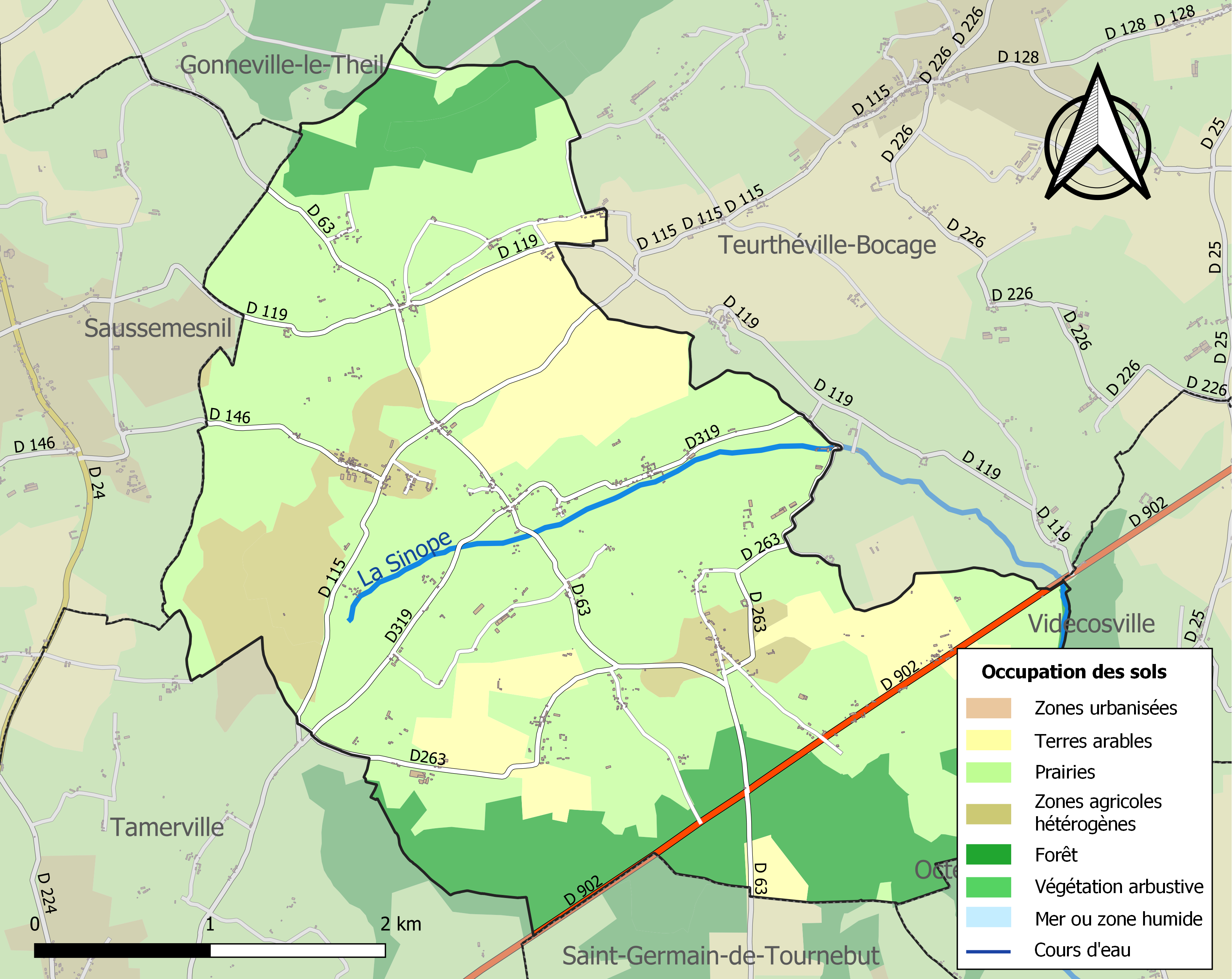
Carte des infrastructures et de l'occupation des sols de la commune en 2018 (CLC).

L'évolution de l’occupation des sols de la commune et de ses infrastructures peut être observée sur les différentes représentations cartographiques du territoire : la carte de Cassini (XVIIIe siècle), la carte d'état-major (1820-1866) et les cartes ou photos aériennes de l'IGN pour la période actuelle (1950 à aujourd'hui).

## Toponymie
Le toponyme est attesté sous la forme Mons Acutus au XIe siècle, Monsacuto dans les années 1040.
Montaigu est issu du latin mons, « mont » et acutus (« aiguisé, rendu aigu »), qui a suivi la même évolution que l'adjectif en français, adjectif dû à la position élevée du site où se trouve l'église.
La Brisette, complément rajouté en 1956, est le nom d'un ancien fief de la paroisse et d'un château situé dans la commune voisine de Saint-Germain-de-Tournebut. Il s'agirait d'un dérivé de l'ancien français brise signifiant « labour » ou « terre labourée » qui caractériserait une terre essartée, à une époque où les forêts occupaient une grande partie du territoire.
Le nom de Montaigu-la-Brisette est précédemment employé dans l'acte de décès no 96 du 5 mars 1824, folio 32, de l'état-civil de Cherbourg.

## Histoire

### Antiquité
À l'époque gallo-romaine, pendant la Pax Romana et sous le règne d'Auguste, une agglomération romaine secondaire voit le jour. On y a découvert une grande villa gallo-romaine sur le ruisseau de la Fontaine aux Prêles, avec des aménagements hydrauliques importants.
Le déclin de l'agglomération eut lieu au cours du IIIe siècle à la suite des crises politiques, conjuguées depuis la fin du IIe siècle à de récurrentes épidémies de peste qui affaiblissent l'armée et les populations, mettant à mal l'économie et l'administration.
On doit sa découverte au XIXe siècle à l'antiquaire Charles de Gerville, lors de travaux de déforestation. L'agglomération antique, installée dans une petite vallée annexe du bassin de la Saire, sur le coteau nord, autour de la source du Querbot, couvre un espace d'environ 15 ha. La ville, créée ex nihilo, est dotée d'un sanctuaire à plan centré bâti en position dominante, et en fond de vallée, de thermes, en limite sud-est de l'aire urbaine, enjambant le cours d'eau. L'habitat, avec son organisation autour de son artère principale orientée est-ouest, se compose d'habitations modestes à trois ou quatre pièces, peu décorées, et souvent reliées par une galerie.

### Moyen Âge
Montaigu qui comprenait six fiefs, et devient un bailliage secondaire, était la possession des Montgomery-Bellême, comtes d'Alençon, enclave judiciaire du comté d'Alençon en 1054, par la suite vicomté d'Alençon-en-Cotentin jusqu'à la Révolution. La vicomté s'étendait sur Anneville-en-Saire, Carquebut, Hacqueville-Hague, Quettehou, Réville, Saint-Martin-d'Audouville, Tamerville, Theurteville-Bocage ; ainsi que dans des lieux disséminés dans la Hague, le Plain ou le Val de Saire.
Dans les années 1040, deux chevaliers libres et nés libres (liberi et ingenuii), Auvray et Anquetil, du consentement de leurs parents offrirent et concédèrent respectivement 60 et 40 acres de terre située à Montaigu-la-Brisette (Monsacuto) à l'église Sainte-Trinité de Fécamp.
Selon le livre noir de la cathédrale de Coutances rédigé au XIIe siècle, le patronage appartenait à Henri d'Anneville. Dans le livre blanc, rédigé au XIVe siècle, il est indiqué qu'il était tenu par Jehan d'Anneville et Richard de Campo Rotondo et Jean, curé du Lorey.
Au XIIe siècle, l'abbaye de Lessay reçut de Robert de la Haye la dîme du moulin de Montaigu.
Au XIIIe siècle, la vicomté passa à la famille de Malet de Graville à la suite du mariage de Robert de Malet avec la fille du comte d'Alençon, Philippine de la Roche-Mabille.
En mai 1322, le roi accorde à un Enguerrand de Camprond, seigneur du Lorey, chevalier, une foire sur sa terre sise à Montaigu, près de la chapelle Saint-Léonard, le 6 novembre, jour où l'on célèbre la fête de ce saint dans ladite chapelle.
En 1349, le mercredi avant la Saint-Thomas, Michel d'Anneville, fonde dans l'église du lieu la chapelle Saint-Michel.
En 1458 comme déclaré par l'abbé de Fécamp, la paroisse, sis en la vicomté de Valognes, au bailliage de Cotentin était la possession de l'abbaye : « Item au baillage de Caen, (nous avons), la baronnie, terre et seigneurie d'Argences, lasquelle Baronnie s'estend au bailliage du Costentin, en la viconté de Valognes, aux paroisses de Quettehou, de Saint Vaast, de Ravenoville, de Beuzeville, de Digoville, de Montaigu et d'Illec Environ… ».

### Temps modernes
En 1550, Thomas de Balsac, chevalier, rend aveu du fief de Montaigu.
En 1567, le sieur de la Brisette, Montagu et Acqueville est taxé pour ses trois fiefs de 20 livres dans le rôle du ban et d'arrière-ban de la vicomté de Coutances, effectué par Gilles Dancel lieutenant général du bailli de Cotentin les 20 et 22 octobre. Le fief de la Brisette, à Saint-Germain-de-Tournebut et Montaigu-la-Brisette, était un plein fief de haubert. Le fief de Montagu à Montaigu-la-Brisette était un demi-fief de Haubert tenu du roi sous la vicomté de Valognes.
Au milieu du XVIIe siècle, Pierre Basan, écuyer, époux de Jeanne Le Jay, est vicomte de Valognes, seigneur de Montaigu et de Querqueville. En 1667, c'est Guillaume Bazan qui est seigneur et patron de Montaigu.

## Politique et administration
| Période                                  | Période   | Identité                       | Étiquette | Qualité           |
| ---------------------------------------- | --------- | ------------------------------ | --------- | ----------------- |
| 1934                                     | 1947      | Léon Gréard                    |           |                   |
| 1947                                     | 1959      | A. Lepoitevin-Descourcières    |           |                   |
| 1959                                     | 1989      | Henri Piquenot                 |           |                   |
| 1989                                     | mars 2001 | André Lepoitevin-Descourcières |           |                   |
| mars 2001                                | mars 2014 | Alain Dufour                   | DVD       | Notaire assistant |
| mars 2014                                | En cours  | Dominique Godan                | SE        | Fonctionnaire     |
| Les données manquantes sont à compléter. |           |                                |           |                   |

Le conseil municipal est composé de quinze membres dont le maire et deux adjoints.

## Population et société
Les habitants de la commune sont appelés les Montaiguais.

### Démographie
L'évolution du nombre d'habitants est connue à travers les recensements de la population effectués dans la commune depuis 1793. Pour les communes de moins de 10 000 habitants, une enquête de recensement portant sur toute la population est réalisée tous les cinq ans, les populations de référence des années intermédiaires étant quant à elles estimées par interpolation ou extrapolation. Pour la commune, le premier recensement exhaustif entrant dans le cadre du nouveau dispositif a été réalisé en 2005.
En 2022, la commune comptait 499 habitants, en évolution de −1,96 % par rapport à 2016 (Manche : −0,31 %, France hors Mayotte : +2,11 %).
Montaigu-la-Brisette a compté jusqu'à 1 187 habitants en 1806.
| 1793  | 1800  | 1806  | 1821  | 1831  | 1836  | 1841  | 1846  | 1851  |
| ----- | ----- | ----- | ----- | ----- | ----- | ----- | ----- | ----- |
| 1 080 | 1 180 | 1 187 | 1 105 | 1 108 | 1 164 | 1 142 | 1 071 | 1 001 |

| 1856 | 1861 | 1866 | 1872 | 1876 | 1881 | 1886 | 1891 | 1896 |
| ---- | ---- | ---- | ---- | ---- | ---- | ---- | ---- | ---- |
| 935  | 906  | 891  | 821  | 859  | 770  | 785  | 758  | 703  |

| 1901 | 1906 | 1911 | 1921 | 1926 | 1931 | 1936 | 1946 | 1954 |
| ---- | ---- | ---- | ---- | ---- | ---- | ---- | ---- | ---- |
| 640  | 647  | 615  | 602  | 592  | 569  | 539  | 556  | 559  |

| 1962 | 1968 | 1975 | 1982 | 1990 | 1999 | 2005 | 2006 | 2010 |
| ---- | ---- | ---- | ---- | ---- | ---- | ---- | ---- | ---- |
| 472  | 420  | 395  | 401  | 407  | 428  | 466  | 468  | 506  |

| 2015 | 2020 | 2022 | - | - | - | - | - | - |
| ---- | ---- | ---- | - | - | - | - | - | - |
| 511  | 496  | 499  | - | - | - | - | - | - |

### Manifestations culturelles et festivités
Chaque année, la commune accueille une course automobile, la course de côte qui a lieu le premier dimanche suivant le 15 août.

## Culture locale et patrimoine

### Lieux et monuments
Des fouilles au hameau Dorey ont révélé la présence d'une petite agglomération gallo-romaine, avec notamment des fondations d'anciens thermes, habitat et sanctuaire, occupée du Ier au IIIe siècle, datation confirmée par les céramiques mise à jour. Le site avait été reconnu dès le XIXe siècle par Charles de Gerville.
Le bourg de Montaigu a conservé un enclos paroissial à peu près complet.
Église Saint-Martin des XIIIe, XVe – XVIIIe siècles, avec un haut-relief Charité de saint Martin du XIIIe, un maître-autel, tabernacle, retable, tableau l'Assomption et reliquaires des XVIIIe-XIXe, autels secondaires du XVIIIe, les statues de saint Jean apôtre du XVIIe, saint Martin évêque du XVIIe, saint Sébastien du XVIIIe, saint Nicolas du XVIIIe, saint Jacques du XIVe, saint Michel du XIVe, Vierge à l'Enfant du XIVe, christ en croix du XVIIe, classés au titre objet aux monuments historiques.
Dans le cimetière curieux ossuaire « à ciel ouvert » qui paraît antérieur au XVe siècle, orné de statues de saints décapitées. À l'ouest du cimetière se trouve la fontaine Saint-Martin, une petite construction enterrée, bâtie par des ancêtres à l'emplacement où il y aurait eu une fontaine ayant des vertus contre l'eczéma.
L'ensemble de la butte de l'église est un site pittoresque inscrit, et l'enclos paroissial comprenant en outre l'église, le cimetière, l'ossuaire (XIVe), le calvaire, la fontaine (asséchée) et sa statue saint Martin (XVIe), est inscrit en 1970 et 1975 aux monuments historiques.
Un ancien moulin est présent au lieu-dit le Moulin Fleuri. On trouve également sur le territoire communal le manoir de Brisay du XVIe siècle, de la Sainte-Yverie du XVIe siècle, l'ancien presbytère du XVIIIe siècle et des lavoirs.
Sur les trois chapelles : Sainte-Anne (XIIIe siècle) et oratoires, Saint-Léonard et Saint-Michel, seule la première est conservée au hameau éponyme.
Montaigu accueille sur son territoire, depuis 1983, un parc animalier bien développé et réputé.
Pour mémoire
Menhirs des Pierres Grise autour desquels courait des légendes traditionnelles.

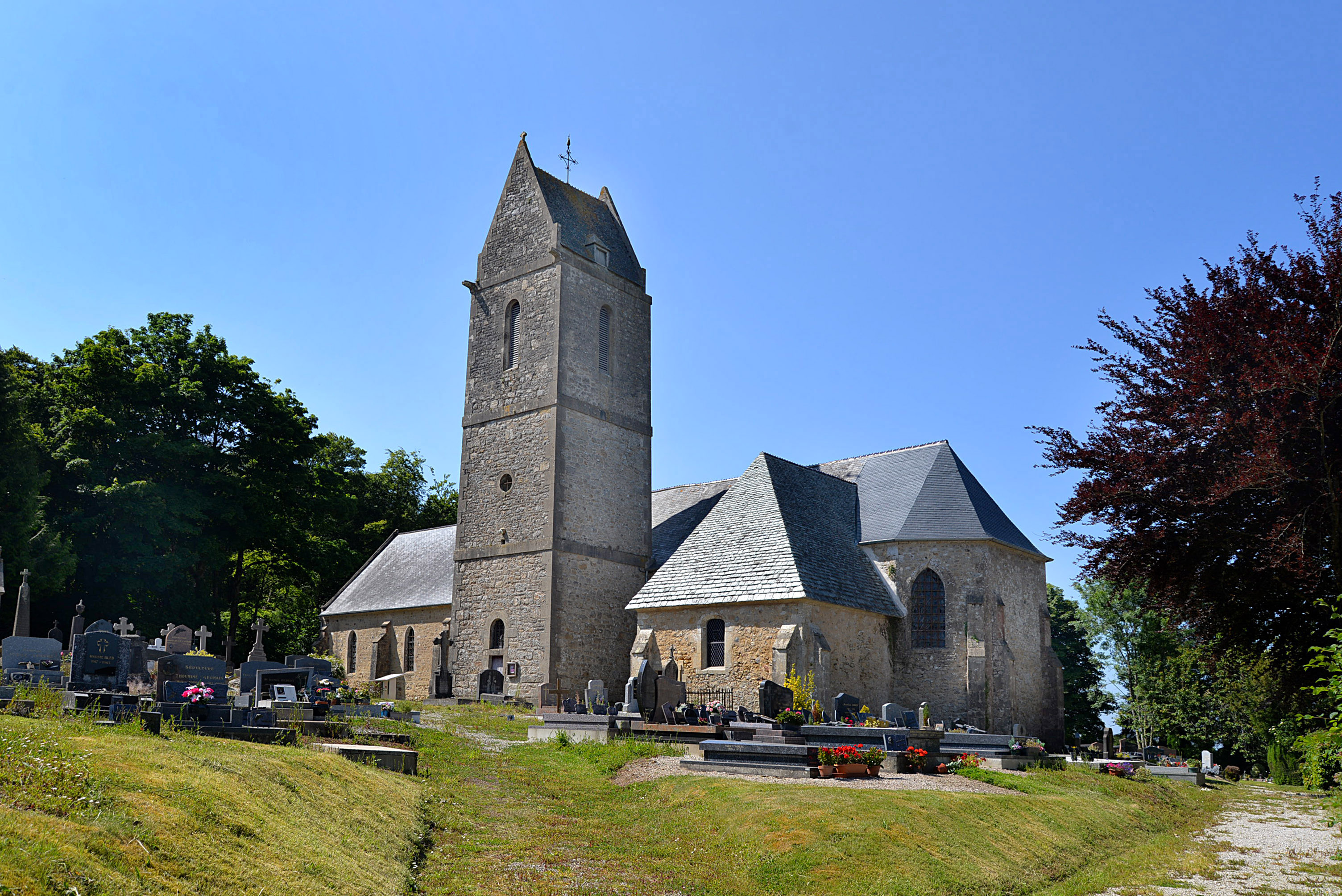
L'église Saint-Martin.
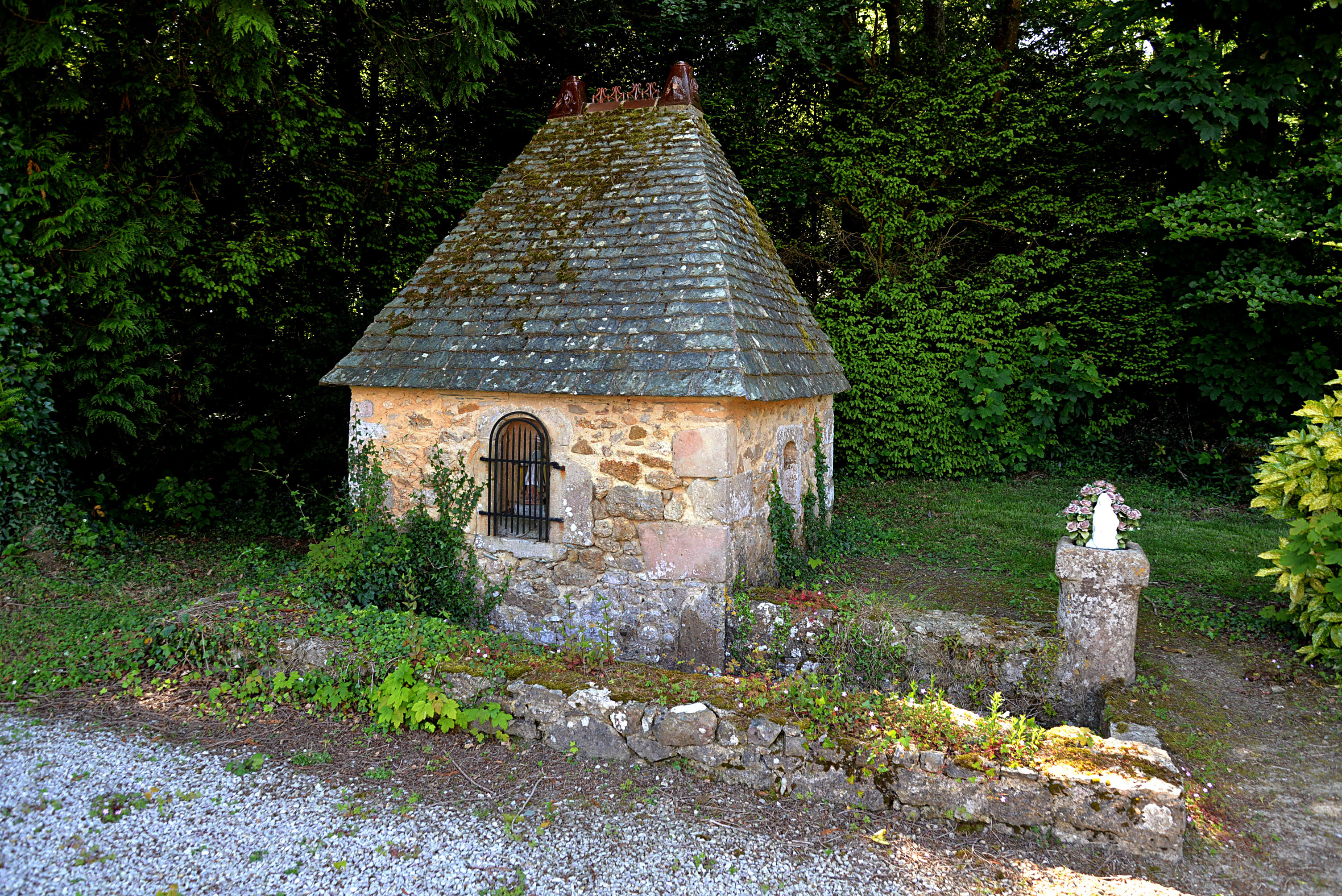
La fontaine Saint-Martin dans le cimetière.
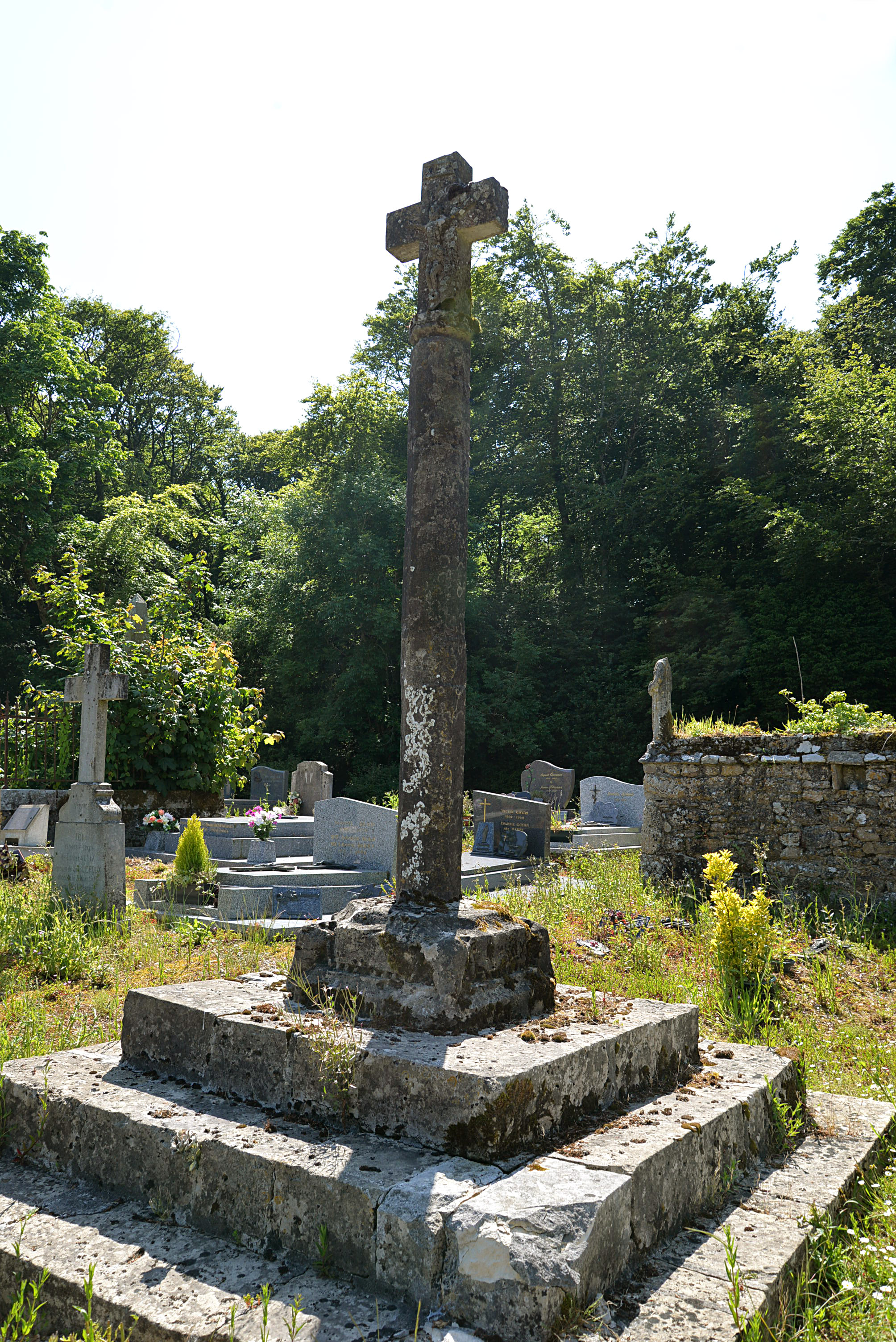
La croix hosannière dans le cimetière.
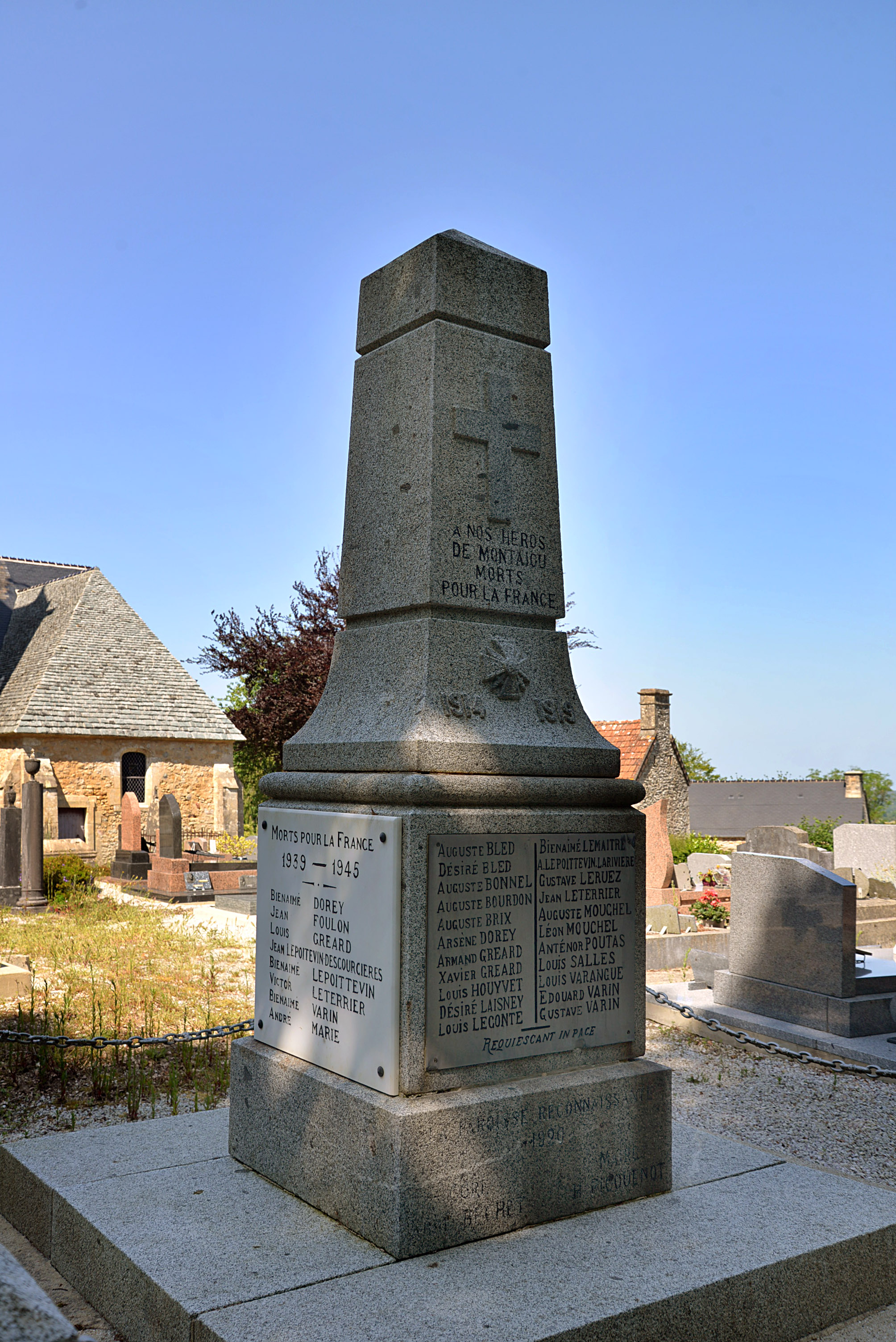
Le monument aux morts dans le cimetière.